# 78577 JPL
جاي بي أل (ويعرف أيضًا باسم 78577 جاي بي أل وفق تسمية الكوكب الصغير) (بالإنجليزية: JPL)‏ هو كويكب ضمن حزام الكويكبات؛ وترتيبه 78577 من حيث الاكتشاف.
اكتُشف هذا الجُرم الفلكي بواسطة جيمس ويتني يونغ في 10 سبتمبر 2002.

## وصلات خارجية
- 78577 JPL في قاعدة بيانات مختبر الدفع النفاث لأجرام النظام الشمسي الصغيرة

- الاكتشاف · مخطط المدار ·  العناصر المدارية · المعلمات المادية

- 78577 JPL على موقع ويكي سكاي: DSS2, SDSS, GALEX, IRAS, Hydrogen α, X-Ray, Astrophoto, Sky Map, Articles and images